# Abdulrahman Al-Obaid
Abdurahman Al-Obaid, né le 30 avril 1993 à Khobar en Arabie saoudite, est un footballeur saoudien. Il évolue au poste d'arrière gauche avec le club d'Al-Hilal FC.

## Biographie

### En équipe nationale
Il reçoit sa première sélection en équipe d'Arabie saoudite le 24 août 2016, en amical contre le Laos (victoire 4-0). Toutefois, ce match n'est pas reconnu par la FIFA.